# Тимохово (Карелия)
Тимохово — деревня в составе Шуньгского сельского поселения Медвежьегорского района Республики Карелия.

## Общие сведения
Расположена на берегу небольшого озера, упоминаемогого в «Списке населённых мест Олонецкой губернии» как Долгомозеро, соединённого протокой с Валгмозером.

## Население
| 2002 | 2010 | 2013 |
| ---- | ---- | ---- |
| 3    | ↘1   | →1   |